# Velleda bassamensis
Velleda bassamensis är en skalbaggsart som först beskrevs av Stefan von Breuning 1936.  Velleda bassamensis ingår i släktet Velleda och familjen långhorningar.
Artens utbredningsområde är Ghana. Inga underarter finns listade i Catalogue of Life.